# Distant Horizons
Albums de Hawkwind
Love in Space
(1996) Hawkwind 1997
(1999)
Distant Horizons est le vingt-et-unième album studio du groupe de space rock britannique Hawkwind. Il est sorti en 1997 sur le label Emergency Broadcast System Records.
À la suite du départ d'Alan Davey à la fin de l'année précédente, le chanteur Ron Tree le remplace comme bassiste, tandis que le guitariste Jerry Richards rejoint officiellement le groupe.

## Fiche technique

### Chansons
| No  | Titre                | Durée |
| --- | -------------------- | ----- |
| 1.  | Distant Horizons     | 5:19  |
| 2.  | Phetamine Street     | 5:42  |
| 3.  | Waimea Canyon Drive  | 4:53  |
| 4.  | Alchemy              | 3:14  |
| 5.  | Clouded Vision       | 3:49  |
| 6.  | Reptoid Vision       | 7:39  |
| 7.  | Population Overload  | 6:51  |
| 8.  | Wheels               | 6:24  |
| 9.  | Kauai / Taxi for Max | 2:51  |
| 10. | Love in Space        | 4:51  |

La réédition remasterisée de l'album, parue en 2011 chez Atomhenge, comprend trois titres bonus :
| 11. | Archaic             | 6:51 |
| 12. | Kauai (autre prise) | 2:46 |
| 13. | Morpheus            | 2:27 |

### Musiciens
- Dave Brock : guitare, claviers, chant
- Richard Chadwick : batterie
- Ron Tree (en) : chant, basse
- Jerry Richards : guitare